# Haenel 303
Das Haenel Modell 303 ist ein Luftgewehr des VEB Fahrzeug- und Jagdwaffenwerk „Ernst Thälmann“ (FAJAS) aus Suhl. Nach 1989 wurde die Produktion von der Jagd- und Sportwaffen Suhl gmbH fortgeführt.

## Entwicklung
Das Modell 303 ist eine Weiterentwicklung der Modellreihe III, der „großen“ Modellreihe. Der im Zuge der Schaffung eines Einheitsluftgewehres beim Modell 302 von 32 auf 30 mm reduzierte Hülsenaußendurchmesser wurde beibehalten; die Hülsenlänge wurde von 346 mm wieder auf einen dem Modell III (letztes Baumuster III-284: 285 mm) ähnlichen Wert von 306 mm verringert. Die seitliche Schiebesicherung war bereits beim Modell 302 durch eine zentrale Schiebesicherung mit Plastedruckknopf am Ende der Hülse abgelöst worden.

## Beschreibung

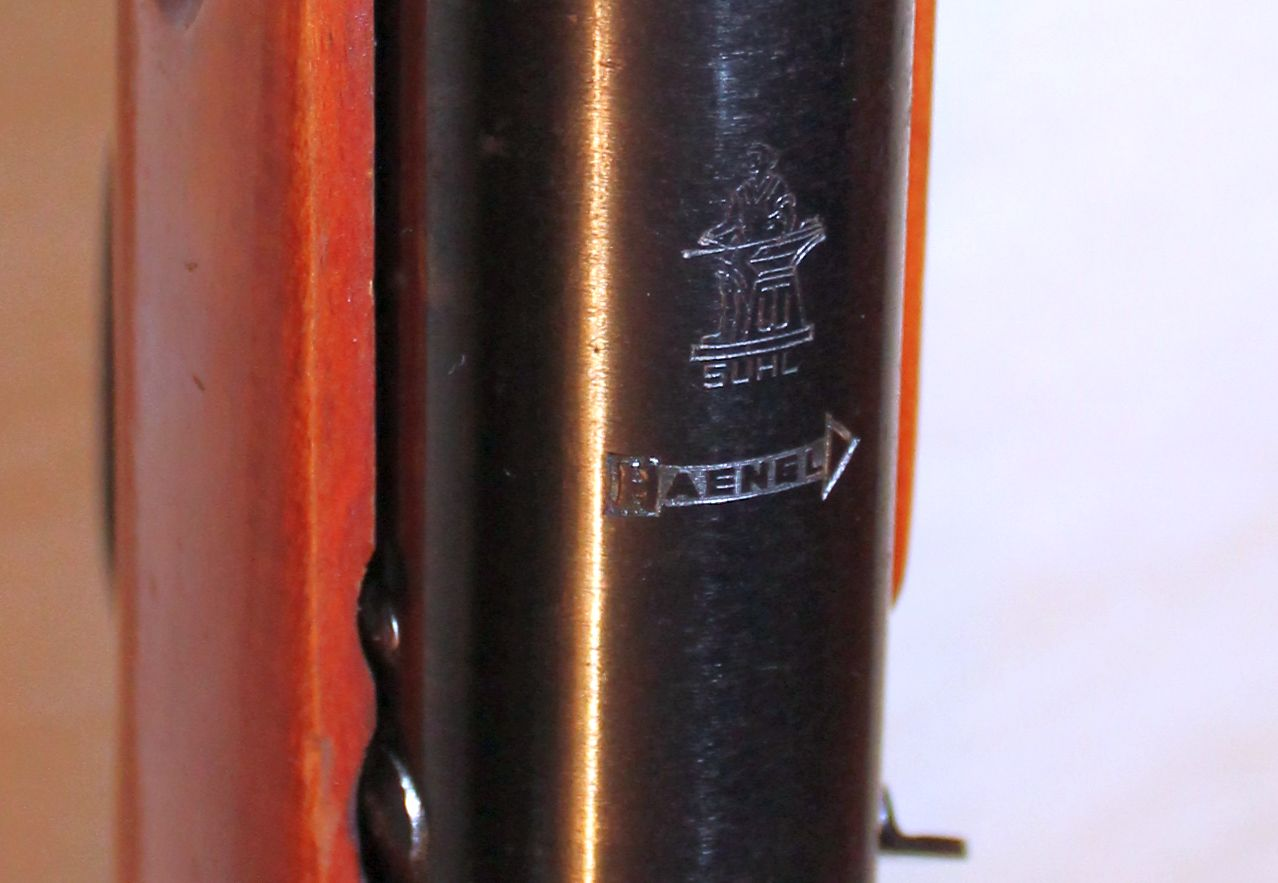
Haenel-Pfeil und Suhler Waffenschmied (hier auf einem LG III-284)

Das Modell 303 ist ein Kipplaufluftgewehr mit gezogenem Lauf im Kaliber 4,5 mm. Es verschießt Diabolomunition. Das Energiespeichersystem ist ein Schlagfederverdichter, der durch den Kipplauf gespannt wird. Der Spannvorgang aktiviert die Sicherung, die vor dem Schuss gelöst werden muss. Diabologeschosse im Kaliber 4,5 mm erreichen eine v0 von 175 m/s.
Luftgewehre der Modellgruppe 303 sind mit dem Haenel-Pfeil, dem Suhler Waffenschmied, der Modellbezeichnung sowie der Seriennummer; teilweise auch mit Made in GDR, Kal. 4,5 bzw. 5,6 mm gemarkt.

## Varianten
Das Modell 303 wurde in mehreren Modellvarianten hergestellt, die sich in Details wie der Visierung oder Schäftung unterschieden. Für den Export wurde es auch im Kaliber 5,5 mm gefertigt. Der Schaftboden hatte gefräste Rillen gegenüber der Stahlplatte der Vorgängermodelle.
| Modellvariante | Kaliber | Erkennungsmerkmale                                                                                                |
| -------------- | ------- | --- |
| 303-3          | 4,5     | Schieberastvisier, in Höhe und Seite verstellbar, Schaftbacke                                                     |
| 303-4          | 4,5     | wie 303-3, Prismenschiene statt Schieberastvisier                                                                 |
| 303-5          | 4,5     | Schieberastvisier in Höhe verstellbar, keine Prismenschiene, keine Schaftbacke,                                   |
| 303-6          | 4,5     | wie 303-5 mit Riemenösen                                                                                          |
| 303-7          | 5,5     | wie 303-5, Schieberastvisier in Höhe und Seite verstellbar (gemarkt Kal. 5,6 mm)                                  |
| 303-8 Super    | 4,5     | Wettkampfluftgewehr, teilweise mit starrer Laufverriegelung, Prismenschiene, Diopter und einstellbarem Matchabzug |

1991 wurde das Modell 303 in Haenel 520 umbenannt; zum Jahreswechsel 1991/92 erfolgte eine weitere Umbenennung in Haenel 110.